# Coppa Europa di atletica leggera 1977
La sesta edizione della Coppa Europa di atletica leggera si svolse nel 1977. Le gare finali, sia maschili che femminili, si disputarono a Helsinki, in Finlandia, il 13 e il 14 agosto.
Come nell'edizione precedente, entrambe le competizioni videro la vittoria della Germania Est. Le prime due nazioni di ciascuna graduatoria si classificarono per la prima edizione della Coppa del Mondo, svoltasi nel mese di settembre dello stesso anno.

## Formula
Per ciascuna delle due competizioni le squadre finaliste vennero selezionate attraverso tre semifinali precedute da un turno preliminare. Alle finali parteciparono otto formazioni: oltre alla Finlandia, in qualità di paese organizzatore, si qualificarono le prime due nazioni di ciascuna semifinale più la vincitrice della "Finale B", riservata alle migliori escluse delle semifinali. 

### Coppa maschile
Il turno preliminare si svolse il 25 e 26 giugno a Søllerød, in Danimarca.
| Pos. | Nazione     | Punti |
| ---- | ----------- | ----- |
| 1    | Portogallo  | 74    |
| 2    | Irlanda     | 65    |
| 3    | Danimarca   | 64    |
| 4    | Islanda     | 54    |
| 5    | Lussemburgo | 43    |

Le tre semifinali si disputarono il 16 e 17 luglio a Atene, Varsavia e Londra.
| Pos. | Nazione        | Punti |
| ---- | -------------- | ----- |
| 1    | Germania Est   | 132   |
| 2    | Italia         | 117   |
| 3    | Cecoslovacchia | 109   |
| 4    | Finlandia      | 98    |
| 5    | Ungheria       | 86    |
| 6    | Grecia         | 77    |
| 7    | Paesi Bassi    | 59    |
| 8    | Danimarca      | 38    |

| Pos. | Nazione        | Punti |
| ---- | -------------- | ----- |
| 1    | Germania Ovest | 142   |
| 2    | Polonia        | 133   |
| 3    | Romania        | 99    |
| 4    | Bulgaria       | 87    |
| 5    | Svezia         | 77    |
| 6    | Spagna         | 70    |
| 7    | Norvegia       | 65    |
| 8    | Portogallo     | 45    |

| Pos. | Nazione          | Punti |
| ---- | ---------------- | ----- |
| 1    | Unione Sovietica | 129   |
| 2    | Gran Bretagna    | 126   |
| 3    | Francia          | 120   |
| 4    | Svizzera         | 90    |
| 5    | Jugoslavia       | 83    |
| 6    | Belgio           | 78    |
| 7    | Austria          | 54    |
| 8    | Irlanda          | 39    |

La Finale B si svolse il 6 e il 7 agosto a Göteborg. La Francia, prima classificata, guadagnò l'accesso alla Finale A.
| Pos. | Nazione        | Punti |
| ---- | -------------- | ----- |
| 1    | Francia        | 115   |
| 2    | Svezia         | 108   |
| 3    | Romania        | 94    |
| 4    | Cecoslovacchia | 92    |
| 5    | Svizzera       | 88    |
| 6    | Jugoslavia     | 87    |
| 7    | Ungheria       | 78    |
| 8    | Bulgaria       | 57    |

### Coppa femminile
Il turno preliminare si svolse il 25 e 26 giugno a Søllerød, in Danimarca, in concomitanza con il turno preliminare maschile.
| Pos. | Nazione    | Punti |
| ---- | ---------- | ----- |
| 1    | Norvegia   | 49    |
| 2    | Portogallo | 35    |
| 3    | Islanda    | 34    |
| 4    | Grecia     | 31    |

Le tre semifinali si disputarono a Stoccarda, Dublino e Budapest
| Pos. | Nazione        | Punti |
| ---- | -------------- | ----- |
| 1    | Polonia        | 100   |
| 2    | Germania Ovest | 92    |
| 3    | Ungheria       | 77    |
| 4    | Cecoslovacchia | 65    |
| 5    | Belgio         | 63    |
| 6    | Svezia         | 59    |
| 7    | Norvegia       | 45    |
| 8    | Spagna         | 36    |

| Pos. | Nazione       | Punti |
| ---- | ------------- | ----- |
| 1    | Germania Est  | 114   |
| 2    | Gran Bretagna | 106   |
| 3    | Bulgaria      | 91    |
| 4    | Paesi Bassi   | 63    |
| 5    | Australia     | 55    |
| 6    | Irlanda       | 48    |
| 7    | Danimarca     | 46    |
| 8    | Islanda       | 21    |

| Pos. | Nazione          | Punti |
| ---- | ---------------- | ----- |
| 1    | Unione Sovietica | 106   |
| 2    | Romania          | 99    |
| 3    | Italia           | 84    |
| 4    | Francia          | 77    |
| 5    | Finlandia        | 65    |
| 6    | Jugoslavia       | 46    |
| 7    | Svizzera         | 42    |
| 8    | Portogallo       | 17    |

La Finale B si svolse il 6 e il 7 agosto a Třinec. La Bulgaria, prima classificata, guadagnò l'accesso alla Finale A.
| Pos. | Nazione        | Punti |
| ---- | -------------- | ----- |
| 1    | Bulgaria       | 98    |
| 2    | Italia         | 83    |
| 3    | Francia        | 79    |
| 4    | Ungheria       | 76    |
| 5    | Cecoslovacchia | 75    |
| 6    | Belgio         | 63    |
| 7    | Paesi Bassi    | 38    |
| 8    | Austria        | 27    |

## Classifiche finali
| Pos. | Nazione          | Punti |
| ---- | ---------------- | ----- |
| 1    | Germania Est     | 125   |
| 2    | Germania Ovest   | 113   |
| 3    | Unione Sovietica | 100   |
| 4    | Gran Bretagna    | 95    |
| 5    | Polonia          | 93    |
| 6    | Francia          | 70    |
| 7    | Finlandia        | 66    |
| 8    | Italia           | 54    |

| Pos. | Nazione                      | Punti |
| ---- | ---------------------------- | ----- |
| 1    | Germania Est                 | 106   |
| 2    | Unione Sovietica             | 94    |
| 3    | Germania Ovest Gran Bretagna | 68    |
| 5    | Polonia                      | 58    |
| 6    | Romania                      | 55    |
| 7    | Bulgaria                     | 53    |
| 8    | Finlandia                    | 36    |

## Risultati individuali

### Finale A - Uomini
| Specialità | Oro                                                                             | Prestazione | Argento                                                                          | Prestazione | Bronzo                                                                    | Prestazione |
| 100 metri | Eugen Ray                                                                       | 10"12 ,     | Pietro Mennea                                                                    | 10"29       | Valerij Borzov                                                            | 10"33       |
| 200 metri | Eugen Ray                                                                       | 20"86       | Valerij Borzov                                                                   | 21"10       | Ainsley Bennett                                                           | 21"27       |
| 400 metri | Bernd Herrmann                                                                  | 45"92       | Ryszard Podlas                                                                   | 46"00       | Francis Demarthon                                                         | 46"38       |
| 800 metri | Willi Wülbeck                                                                   | 1'47"21     | Olaf Beyer                                                                       | 1'47"27     | José Marajo                                                               | 1'47"49     |
| 1 500 metri | Steve Ovett                                                                     | 3'44"94     | Thomas Wessinghage                                                               | 3'45"38     | Ari Paunonen                                                              | 3'45"90     |
| 5 000 metri | Nick Rose                                                                       | 13'27"84    | Enn Sellik                                                                       | 13'29"20    | Karl Fleschen                                                             | 13'29"44    |
| 10 000 metri | Jörg Peter                                                                      | 27'55"50    | Detlef Uhlemann                                                                  | 27'58"79    | Leonid Moseyev                                                            | 28'03"60    |
| 3 000 metri siepi | Michael Karst                                                                   | 8'27"87     | Frank Baumgartl                                                                  | 8'31"53     | Tapio Kantanen                                                            | 8'33"27     |
| 110 metri ostacoli | Thomas Munkelt                                                                  | 13"37       | Jan Pusty                                                                        | 13"60       | Eduard Pereverzev                                                         | 13"63       |
| 400 metri ostacoli | Volker Beck                                                                     | 48"90       | Harald Schmid                                                                    | 49"27       | Alan Pascoe                                                               | 49"65       |
| 4×100 metri | Germania Est Manfred Kokot Eugen Ray Detlef Kübeck Alexander Thieme             | 38"84       | Unione Sovietica Nikolaj Kolesnikov Aleksandr Aksinin Jurij Silov Valerij Borzov | 39"27       | Polonia Andrzej Świerczyński Zenon Licznerski Zenon Nowosz Leszek Dunecki | 39"74       |
| 4×400 metri | Germania Ovest Lothar Krieg Harald Schmid Franz-Peter Hofmeister Bernd Herrmann | 3'02"66     | Germania Est Reinhard Kokot Jürgen Pfennig Günter Arnold Volker Beck             | 3'03"23     | Polonia Cezary Łapiński Henryk Galant Jerzy Pietrzyk Ryszard Podlas       | 3'03"83     |
| Salto in alto | Rolf Beilschmidt                                                                | 2,31        | Jacek Wszola                                                                     | 2,28        | Aleksandr Grigoryev                                                       | 2,20        |
| Salto con l'asta | Wladyslaw Kozakiewicz                                                           | 5,60        | Antti Kalliomäki                                                                 | 5,35        | Günther Lohre                                                             | 5,30        |
| Salto in lungo | Jacques Rousseau                                                                | 8,05        | Valeriy Podluzhniy                                                               | 7,94        | Roy Mitchell                                                              | 7,94        |
| Salto triplo | Anatoliy Piskulin                                                               | 17,09w      | Pentti Kuukasjärvi                                                               | 16,32       | Eugeniusz Biskupski                                                       | 16,19       |
| Getto del peso | Udo Beyer                                                                       | 21,65       | Reijo Ståhlberg                                                                  | 20,90       | Ralf Reichenbach                                                          | 20,42       |
| Lancio del disco | Wolfgang Schmidt                                                                | 66,86       | Nikolay Vikhor                                                                   | 61,50       | Stanislaw Wolodko                                                         | 61,20       |
| Lancio del martello | Karl-Hans Riehm                                                                 | 75,90       | Jochen Sachse                                                                    | 74,60       | Yuriy Sedykh                                                              | 73,60       |
| Lancio del giavellotto | Nikolay Grebnyev                                                                | 87,18       | Piotr Bielczyk                                                                   | 79,62       | Michael Wessing                                                           | 79,56       |
| record mondiale; record mondiale stagionale; record europeo; record europeo stagionale; record dei campionati; record nazionale; record personale; record personale stagionale. |                                                                                 |             |                                                                                  |             |                                                                           |             |

### Finale A - Donne
| Specialità | Oro                                                                        | Prestazione | Argento                                                                                      | Prestazione | Bronzo                                                                            | Prestazione |
| 100 metri | Marlies Oelsner                                                            | 11"07       | Sonia Lannaman                                                                               | 11"22       | Irena Szewinska                                                                   | 11"26       |
| 200 metri | Irena Szewinska                                                            | 22"71       | Sonia Lannaman                                                                               | 22"83       | Bärbel Eckert                                                                     | 22"99       |
| 400 metri | Marita Koch                                                                | 49"53       | Marina Sidorova                                                                              | 51"20       | Donna Hartley                                                                     | 51"62       |
| 800 metri | Christina Liebetrau                                                        | 2'00"17     | Totka Petrova                                                                                | 2'00"18     | Svetlana Styrkina                                                                 | 2'00"96     |
| 1 500 metri | Tatyana Kazankina                                                          | 4'04"35     | Ulrike Bruns                                                                                 | 4'04"52     | Natalia Marasescu                                                                 | 4'05"08     |
| 3 000 metri | Ljudmila Bragina                                                           | 8'49"86     | Maricica Puica                                                                               | 8'50"96     | Gabriele Meinel                                                                   | 8'53"91     |
| 100 metri ostacoli | Johanna Klier                                                              | 12"83       | Natalya Lebedeva                                                                             | 13"08       | Bozena Nowakowska                                                                 | 13"29       |
| 400 metri ostacoli | Karin Rossley                                                              | 55"63       | Tatyana Storosheva                                                                           | 56"84       | Krystyna Kacperczyk                                                               | 57"01       |
| 4×100 metri | Germania Est Monika Hamann Romy Schneider Ingrid Brestrich Marlies Oelsner | 42"62       | Unione Sovietica Tatyana Prorochenko Ljudmila Maslakova Marina Sidorova Lyudmila Storozhkova | 43"43       | Germania Ovest Elvira Possekel Dagmar Schenten Petra Sharp Annegret Richter       | 43"72       |
| 4×400 metri | Germania Est Bettina Popp Barbara Krug Christina Brehmer Marita Koch       | 3'23"70     | Unione Sovietica Lyudmila Aksenova Svetlana Styrkina Tatyana Prorochenko Natal'ja Sokolova   | 3'26"62     | Polonia Krystyna Kacperczyk Elżbieta Katolik Barbara Kwietniewska Irena Szewińska | 3'27"76     |
| Salto in alto | Rosemarie Ackermann                                                        | 1,97 ,      | Brigitte Holzapfel                                                                           | 1,88        | Cornelia Popa                                                                     | 1,84        |
| Salto in lungo | Brigitte Künzel                                                            | 6,76        | Christa Striezel                                                                             | 6,39        | Sue Reeve                                                                         | 6,35        |
| Getto del peso | Eva Wilms                                                                  | 20,01       | Svetlana Krachevskaya                                                                        | 19,76       | Radostina Bakhchevanova                                                           | 17,75       |
| Lancio del disco | Faina Veleva                                                               | 68,08       | Sabine Engel                                                                                 | 65,60       | Argentina Menis                                                                   | 62,22       |
| Lancio del giavellotto | Ruth Fuchs                                                                 | 68,92       | Tessa Sanderson                                                                              | 62,36       | Nadezhda Yakubovich                                                               | 61,84       |
| record mondiale; record mondiale stagionale; record europeo; record europeo stagionale; record dei campionati; record nazionale; record personale; record personale stagionale. |                                                                            |             |                                                                                              |             |                                                                                   |             |